# Giacinta Pezzana
Giacinta Pezzana, född 28 januari 1841 i Turin, Italien, död 4 november 1919 Aci Castello, Italien, var en italiensk skådespelare.

## Filmografi
- 1915 – Teresa Raquin